# HMS Anson (79)
HMS Anson (79) — британський лінкор типу «Кінг Джордж V». Закладений 20 липня 1937 року і став до лав 22 червня 1942-го. У 1942 — 43 роках регулярно супроводжував арктичні конвої. У липні 1943 проводив маневри в Північному морі з метою відволікти увагу німців від висадки на Сицилію. 4 жовтня 1943 разом з однотипним лінкором «Дюк оф Йорк» та американським авіаносцем «Рейнджер» здійснив рейд у норвезькі води.
Весною 1944 прикривав авіаносні групи під час операцій проти лінкора «Тірпіц». У 1945 був включений до складу Британського тихоокеанського флоту, але участі у бойових діях проти Японії не брав, хоча і був присутній на її капітуляції. У вересні разом з лінкором «Хау» приймав капітуляцію японських військ у Гонконзі. З екіпажу корабля був сформований підрозділ, який став основою гонконзького гарнізону.
У липні 1946 «Енсон» повернувся у Британію і наступні три роки служив у навчальній ескадрі. У листопаді 1949-го корабель вивели до резерву, а в 1957-у списали та продали приватній компанії для розбирання на метал.

## Загальна характеристика
«Енсон» — лінійний корабель типу «Кінг Джордж V». Був закладений 20 липня 1937 року на верфі компанії Swan Hunter у місті Ньюкасл-апон-Тайн, ставши п'ятим кораблем цієї серії. Він був спущений на воду 24 лютого 1940-го, раніше, ніж однотипні «Дюк оф Йорк» і «Хау». Однак роботи на кораблі затягнулися через несправності РЛС Type 273 та встановлення додаткових зенітних гармат. Через це «Енсон» став до строю тільки 22 червня 1942, на сім з половиною місяців пізніше «Дюк оф Йорка», але на два місяці раніше «Хау».
«Енсон» став десятим кораблем британського флоту названим на честь Джорджа Енсона — видатного британського адмірала середини XVIII століття. Слід відзначити, що лінкор спочатку хотіли назвати «Джелліко», на честь адмірала Джона Джелліко, а назву «Енсон» мав носити третій лінкор типу «Кінг Джордж V». Однак у грудні 1938-го він був перейменований на «Дюк оф Йорк», а назва «Енсон» у лютому 1940-го перейшла до «Джелліко».
Стандартна водотоннажність лінкорів типу «Кінг Джордж V» за проектом мала становити 36730 т, повна — 42080 т. Однак «Енсон» добудовувався з урахуванням бойового досвіду, тому мав ряд вдосконалень, які збільшили його водотоннажність. У квітні 1942-го, під час випробувань, корабель показав водотоннажність 43296 т. Однак під час експлуатації на корабель встановлювали додаткове обладнання, тому в 1945-у його повна водотоннажність склала 46088 т.
Корпус мав загальну довжину 227,06 м і довжину по ватерлінії 225,45 м, його ширина становила 31,41 м. При водотоннажності 45226 т лінкор мав осадку 10,42 м. Метацентрична висота при нормальній водотоннажності становила 1,8 м, а при повній — 2,6 м.
Силова установка в нормальному режимі мала потужність 100 000 к.с. (75 000 кВт). Її характеристики давали можливість кораблю розвинути швидкість 27,62 вузла (51,15 км/год). Запас палива становив 4278 т, якого вистачало щоб проплисти 6100 морських миль (11300 км) на швидкості 10 вузлів (18,5 км/год). Крім того лінкор брав на борт 266 т технічної й 449 т питної води та 183 т дизельного палива.

## Опис корабля

### Енергетична установка
Основу енергетичної установки складали 8 котлів «адміралтейського» типу, які сумарно важили 416 т. Тиск у котлах становив 28,92 кгс/см² (28 атм.), а температура 370 °C. Котельні приміщення розташовувалися поряд і кожні два котли з'єднувалися з турбіною типу «Парсонс», що розташовувалася позаду них. Турбіни обертали чотири гвинти, діаметром 4,42 м кожен. Частота обертання кожної турбіни становила 2257 об/хв, гвинтів — 236. Енергетична установка мала блочно-ешелонне компонування. Чотири блоки механізмів, по одному на кожен вал, були повністю ізольовані один від одного. Кожен блок мав окрему систему подачі палива, води та масла.
Силова установка в нормальному режимі роботи мала потужність 100 000 к.с. (75 000 кВт). Однак вона могла працювати у форсованому режимі, досягаючи потужності 110 000 к.с. (82000 кВт). Її характеристики дозволяли кораблю розвивати швидкість 27,62 вузла. Однак дальність плавання для кораблів такого класу була порівняно невелика — 3100 морських миль (5700 км) при швидкості 27 вузлів.
Електроенергію для корабельних потреб виробляли 6 турбогенераторів, які отримували пар від головної енергетичної установки. Потужність кожного генератора становила 330 кВт. Подача електроенергії здійснювалася по двох кільцевих магістралях. Для екстрених ситуацій призначалися два аварійні дизель-генератори з потужністю по 330 кВт.

### Захист
Броньовий пояс розміщувався ззовні обшивки та мав довжину 126,5 м, що дозволяло повністю прикривати артилерійські погреби та машинну установку. Висота поясу становила 7,16 м і, при нормальній водотоннажності, він ішов під воду на 3,66 м. Пояс формували три ряди плит, які дуже жорстко скріплялися шипами та пазами. Товщина поясу коливалася від 381 мм в районі погребів до 356 мм в районі машинних відділень. Плити нижнього ряду клиноподібно тоншали до 140 і 114 мм відповідно. Пояс замикався траверзами, товщина яких варіювалася від 254 до 305 мм над броньованою палубою і до 51 мм під нею. Загалом бронею було прикрито 70 % довжини корабля.
Головна броньована палуба накладалася на верхній край пояса і закривала весь простір цитаделі. Вона мала товщину від 127 мм над машинним відділенням і до 152 мм над артилерійськими погребами. За межами цитаделі, на рівні з'єднання середнього і нижнього ряду поясних плит, розташовувалась нижня броньована палуба, яка мала товщину від 64 до 127 мм в носі та 114 мм в кормі.
Броньовані плити на артилерійських баштах головного калібру розташовувалися під прямим кутом. Вертикальна лобова плита мала товщину 324 мм, бічні плити — 174—224 мм, задня —174 мм. Дах захищала плита товщиною 149 мм. Бронювання баштових барбетів було диференційованим і коливалося від 280 мм на тильних ділянках, до 343 мм на найбільш загрозливих, бічних. Бойова рубка мала бронювання від 51 до 114 мм.
Підводний захист лінкора був побудований за принципом «сендвіча» і за розрахунками проектувальників, міг витримати підводний вибух потужністю 454 кг тротилу. Його загальна глибина становила 4,11 м на міделі, 4 м в районі носових башт головного калібру і 3 м в районі кормової башти.

### Озброєння

#### Артилерія головного калібру

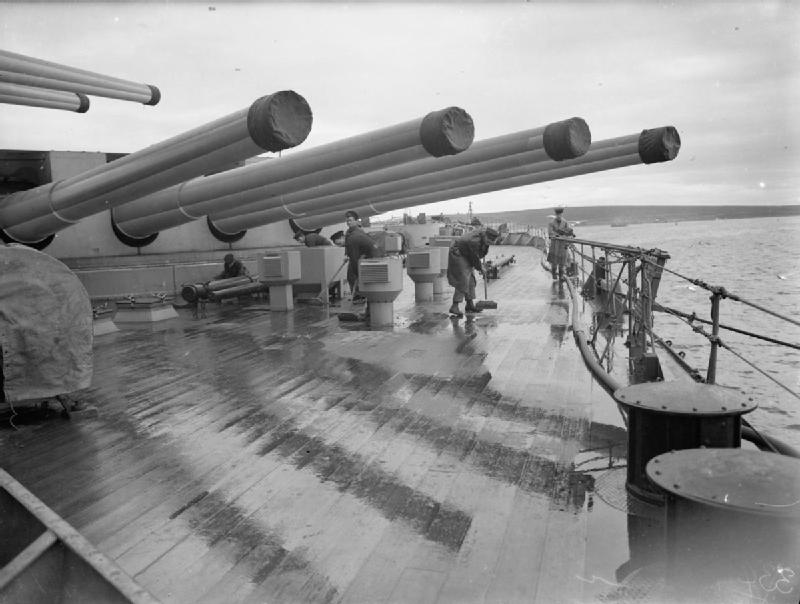
Гармати головного калібру

На лінкорі були встановлені десять 356-мм гармат Mark VII, кожна з яких важила 89 тонн. Ствол гармати був розрахований на 340 пострілів повним зарядом. Технічна скорострільність становила 2 постріли за хвилину, фактична — 1,5. Стандартний боєзапас нараховував по 80 снарядів на гармату, максимальний — по 100.
Артилерія головного калібру розміщувалася в двох чотирьохгарматних баштах типу Mark III та одній двогарматній типу Mark II. Дві башти розташовувалися у передній частині корабля (Mk III і Mk II) та одна — у кормовій (Mk III). Їх конструкція давала можливість підносити гармати на 40 °, що забезпечувало дальність стрільби 35259 м. Піднесення гармат відбувалося зі швидкістю два градуси на секунду. Керування баштами здійснювалося за допомогою гідравлічних приводів, які забезпечували швидкість обертання вісім градусів на секунду. Кут повороту башти А становив 286 °, башт В та Y — по 276 °. Кожна башта типу Mk III, без урахування гармат, важила 1582 т, башта Mk II мала вагу 915 т.
Система керування вогнем складалася із двох командно-далекомірних постів, оснащених оптичними 15-футовими далекомірами (база 4,57 м). Для визначення відстані також використовувалися баштові далекоміри — 12,5-метрові в Mk III та 9-метровий в Mk II. Отримані дані оброблялися аналоговими комп'ютерами Mk IX. СКВ дозволяла добиватися при хороших погодних умовах 5-7 % влучань на відстані 6-8 миль.

#### Універсальна артилерія

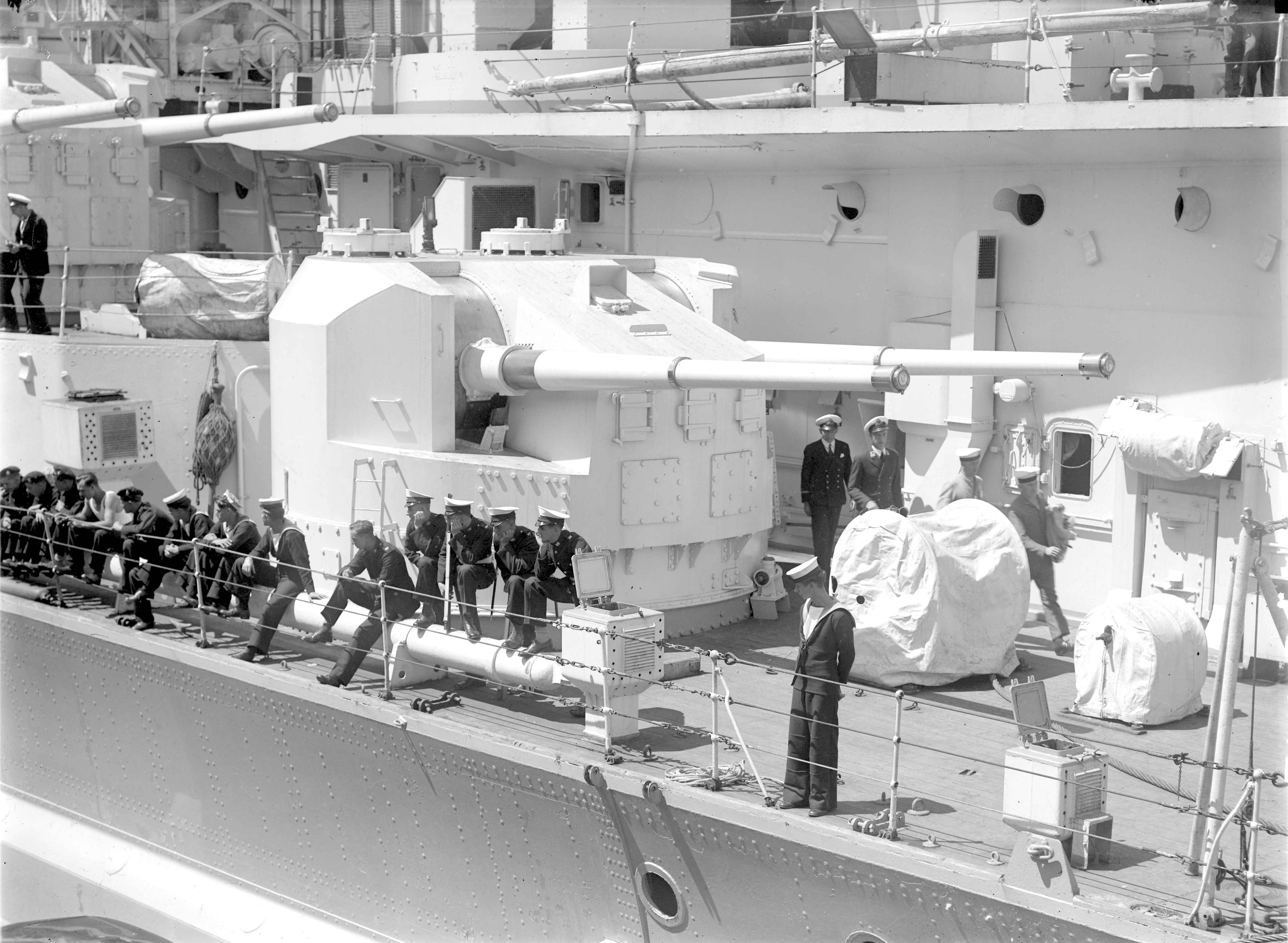
133-мм гармати Mark I (на фото зображені гармати лінкора «Кінг Джордж V»)

Універсальна артилерія складалася із шістнадцяти 133-мм гармат Mark I, які могли одночасно вести вогонь по морських і повітряних цілях. Зазвичай використовувалися два типи боєприпасів: бронебійні та фугасні, кожен із них важив 36,3 кг. Початкова швидкість вильоту снаряда становила 792 м/с. Боєзапас формувався із розрахунку 400 снарядів на одну гармату. Mk I могли вести вогонь по морських цілях на відстані до 22 км, а по повітряних — на висоті до 14,9 км. Через значну вагу снаряда та роздільний спосіб заряджання гармати мали низьку скорострільність — 7-8 пострілів за хвилину. Управління вогнем здійснювалося з чотирьох контрольно-далекомірних пунктів, оснащених системами HACS Mk V.
Артилерія розміщувалася у восьми спарених баштах, кожна з яких важила 78,7 т. Вони дозволяли змінювати кут піднесення гармат від −5 до 70 ° та повертати їх у діапазоні 160 °, при цьому швидкість піднесення становила 10 °/с, повороту — 20°/с. Башти розміщувалися у два яруси, що дозволяло їм концентрувати вогонь у будь-якому напрямку.

#### Легка зенітна артилерія

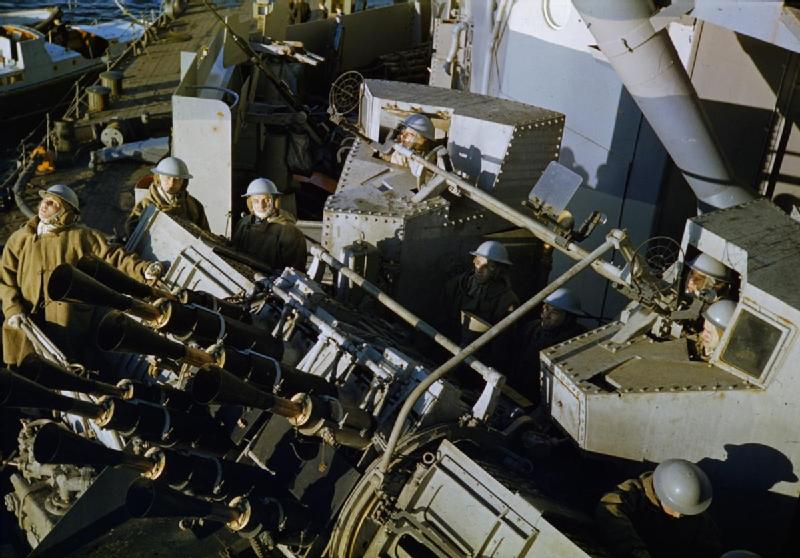
Зенітна установка «Пом-пом»

Ближня протиповітряна оборона спочатку складалася із 40-мм автоматичних гармат QF 2, які за характерний звук при стрільбі дістали назву «Пом-пом». Кожна гармата мала технічну скорострільність 115 пострілів за хвилину, але на практиці темп стрільби становив 96-98 пос/хв. QF 2 могли вести вогонь на відстані до 6,2 км. Гармати розміщувалися у шести восьмиствольних установках Mark VI, кожна з яких важила 16 тонн. Кут піднесення гармат становив 80 °. У 1945 році «Енсон» отримав 4 зенітні установки Mk VII з чотирма гарматами «Пом-пом». Вони були легші за Mk VI — 10,8 т і змінювали кут піднесення зі швидкістю 25 градусів на секунду.
Керування вогнем здійснювалося із командно-далекомірних пунктів Mark IV. Їх персонал за допомогою гіроскопів та оптичних далекомірів визначав швидкість повітряної цілі, її напрямок руху та швидкість. Отримана інформація оброблялася електромеханічним комп'ютером і використовувалася для внесення поправок при веденні вогню.
Експлуатація британських лінкорів в перші роки Другої світової виявила їх недостатню захищеність від атак з повітря. Тому ще до вступу до лав, «Енсон» отримав 18 зенітних гармат «Ерлікон», які розміщувалися в одинарних установках Mk IIIA. Вони мали дальність стрільби 4368 м і скорострільність 450 пос/хв, а ручний привід дозволяв підносити гармату на 90 °. Під час модернізації у липні 1944 — березні 1945-го, окрім Mk IIIA на кораблі з'явилися 8 спарених установок Mk V. У той же час «Енсон» отримав 40-мм Bofors L60, які розміщувалися у двох чотирьохствольних установках Mk II і могли вести вогонь по цілях на висоті до 5,5 км зі швидкістю 115 пос/хв.
У результаті кількох модернізацій у середині 1945 року ближня протиповітряна оборона «Енсона» мала наступний вигляд: 14 зенітних установок «Пом-пом» (8 установок по вісім гармат і 6 — по чотири), 2 установки Bofors L60 (по чотири гармати на кожній) та 59 установок «Ерлікон» (53 одинарних та 6 спарених). Однак після завершення Другої світової війни більша частина зенітної артилерії була демонтована, тому в 1955 році, під час перебування у резерві, «Енсон» мав 10 зенітних установок «Пом-пом» (8 установок по вісім гармат і 2 — по чотири) та 10 установок «Ерлікон» (4 одинарні та 6 спарених).

### Радіоелектронне обладнання
| Комплекс радіоелектронного обладнання на початку експлуатації (червень 1942) |                                               | |                                                     |           |
| Тип РЛС                                                                      | Призначення                                   | Відстань виявлення цілей (дальність дії)                                                                  | Роздільна здатність (точність визначення координат) | Кількість |
| Type 273                                                                     | РЛС виявлення надводних цілей                 | 41,5 км                                                                                                   | —                                                   | 1         |
| Type 281                                                                     | РЛС раннього попередження                     | 160-210 км 13-17 км                                                                                       | 90 м/1°                                             | 1         |
| Type 284                                                                     | РЛС керування вогнем гармат головного калібру | При орієнтуванні на сплески снарядів 16-дюймових (406-мм снарядів) — 18 км В режимі бомбардування — 41 км | Роздільна здатність — 370 м Точність — 37 м         | 1         |
| Type 285                                                                     | РЛС керування вогнем універсальної артилерії  | При орієнтуванні на сплески снарядів 5-дюймових (127-мм снарядів) — 11 км В режимі бомбардування — 37 км  | Роздільна здатність — 460 м Точність — 37 м         | 4         |
| Type 282                                                                     | РЛС керування вогнем зенітної артилерії       | 6 км | —                                                   | 5         |

| Комплекс радіоелектронного обладнання у червні 1945-го |                                               |                                                             | |           |
| Тип РЛС                                                | Призначення                                   | Відстань виявлення цілей (дальність дії)                    | Роздільна здатність (точність визначення координат)                                                          | Кількість |
| Type 277P                                              | РЛС пошуку надводних цілей                    | Повітряні цілі — 55 км Морські цілі — 40 км                 | Точність — 45/600 м                                                                                          | 1         |
| Type 281B                                              | РЛС раннього попередження                     | до 220 км до 120 км                                         | — | 1         |
| Type 293P                                              | РЛС керування вогнем                          | По повітряних цілях — до 30 км По морських цілях — до 31 км | Точність — 45 м/0,5°                                                                                         | 1         |
| Type 274                                               | РЛС керування вогнем гармат головного калібру | до 30 км                                                    | Роздільна здатність — 45 м                                                                                   | 2         |
| Type 275                                               | РЛС керування вогнем універсальної артилерії  | до 30 км                                                    | Точність — 0,167° Роздільна здатність — 75 м                                                                 | 4         |
| Type 262                                               | Радар керування вогнем зенітної артилерії     | —                                                           | Радар мав кращу роздільну здатність, ніж Type 282 і міг автоматично відслідковувати висоту цілі та її азимут | 6         |
| Type 282                                               | РЛС керування вогнем зенітної артилерії       | 6 км                                                        | — | 1         |

## Модернізація
Під час експлуатації «Енсон» регулярно проходив модернізацію з метою встановлення нових систем та оновлення обладнання. Нижче наведені усі етапи модернізації:
| Дата                           | Місце     | Опис робіт |
| ------------------------------ | --------- | --- |
| Травень-червень 1943-го        | Росайт    | Встановлені 22 зенітні гармати «Ерлікон» |
| Липень 1944 — березень 1945-го | Девонпорт | Встановлені 2 х 8 зенітні установки «Пом-пом», 4 х 4 зенітні установки «Пом-пом», 2 х 4 зенітні установки «Бофорс», 13 зенітних гармат «Ерлікон» та 8 х 2 зенітних установок «Ерлікон». Демонтований радар виявлення надводних цілей Type 273. Радар раннього попередження про повітряний напад Type 281 замінений на Type 281B, радар керування вогнем гармат головного калібру Type 284 замінений на два Type 274, радари керування вогнем універсальної артилерії Type 285 замінені на Type 275, чотири радари керування вогнем зенітної артилерії Type 282 замінені на шість Type 262. Встановлені радар для пошуку надводних цілей Type 277, радар для уточнення координат морських і повітряних об'єктів Type 293, радіопеленгуючий пристрій RH2 та станція активних перешкод Type 651. Демонтоване авіаційне обладнання. |
| Середина 1945-го               | Сідней    | 2 х 2 зенітні установки «Ерлікон» замінені на 2 х 4 зенітні установки «Пом-пом» |
| Серпень — вересень 1946-го     | Плімут    | Демонтовані 2 х 4 і 2 х 8 зенітні установки «Пом-пом» |

## Історія експлуатації

### 1942— вересень 1943

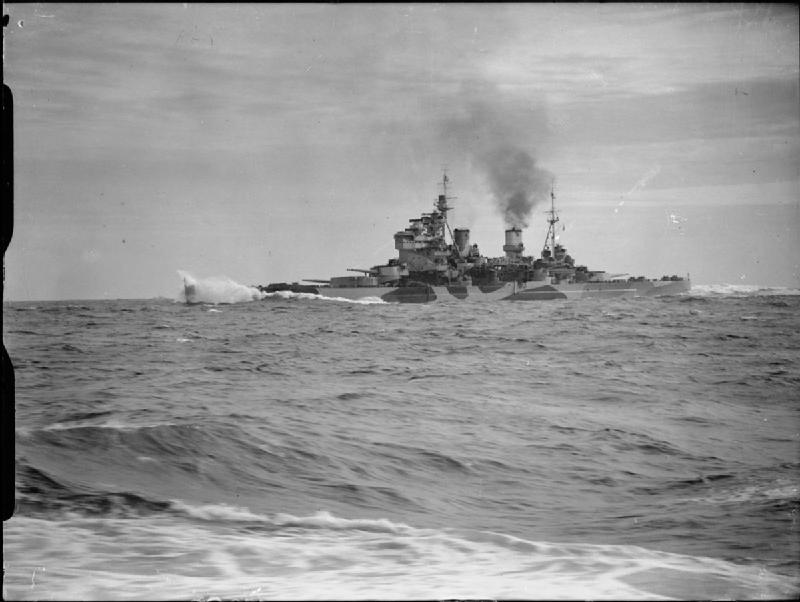
«Енсон» проходить випробування перед вступом до лав

«Енсон» успішно пройшов серію заводських випробувань і 22 червня відплив на військово-морську базу Скапа-Флоу. На ній корабель пройшов ще декілька випробувань, включаючи стрільбу з гармат головного калібру. Після їх завершення, 8 липня командир 2-ї лінійної ескадри і заступник командира Флоту метрополії віце-адмірал Брюс Фрезер зробив «Енсон» флагманським кораблем. Наступні два місяці екіпаж лінкора активно готувався до участі у бойових діях.
Першим бойовим завданням «Енсона» стало дальнє прикриття конвоїв PQ 18 та QP 14. Спочатку корабель прибув до Ісландії, де формувалися сили дальнього прикриття. У Хваль-фіорді до нього приєдналися лінкор «Дюк оф Йорк», легкий крейсер «Ямайка» та 5 есмінців. 10 вересня ескадра прибула в Акурейрі й наступного дня вийшла в море.
Командування Крігсмаріне планувало провести масштабну операцію проти PQ 18, залучивши до неї авіацію, кораблі та підводні човни. Німці хотіли розгромити конвой, аналогічно PQ 17 і перервати постачання до СРСР через північний маршрут. Британці готувалися до подібного розвитку подій, тому посилили захист обох конвоїв і активно вели розвідку на території Норвегії та біля її берегів. Для сил дальнього прикриття, які мали захищати конвої від атак великих надводних кораблів, завдання ускладнювалося тим, що есмінці мали невеликий запас палива.
8 вересня німецькі розвідники виявили конвой і надводні сили відразу почали готуватися до виходу у море. 10 вересня група кораблів, що складалася із важких крейсерів «Адмірал Шеер» і «Адмірал Хіппер», легкого крейсера «Кельн» та шести есмінців, прибула в Альта-фіорд. Однак того ж дня вона була виявлена британською субмариною «Тігріс».
Для того, щоб здійснити успішну атаку надводними силами, німцям потрібно було знати місце знаходження сил дальнього прикриття. Їх пошуком займалася розвідувальна авіація, і 11 вересня їй вдалося виявити ескадру Фрезера, яка у цей час перебувала північніше Ісландії. Розвідувальні літаки намагалися непомітно стежити за кораблями, але британська радіоелектронна розвідка перехопила і дешифрувала їх повідомлення. Завдяки цьому Фрезеру стало відомо, що противник знає про місце перебування його ескадри. Наступного дня погода погіршилася і Люфтваффе втратили контакт з британськими кораблями. Тим часом німецька ескадра продовжувала перебувати в Альта-фіорді. Враховуючи ці два фактори Фрезер наказав своїм кораблям непомітно повернутися в Ісландію. За його задумом це повинно було дезорієнтувати вороже командування. І план спрацював — німці вважали, що британські лінкори продовжують прикривати PQ 18 і, не бажаючи ризикувати великими кораблями, вирішили не застосовувати надводні сили для його перехоплення.
19 вересня ескадра вийшла в море, щоб прикрити QP 14, який повертався з Радянського Союзу. Хоча німецька авіація вела активну розвідку біля берегів Ісландії, їй не вдалося виявити кораблі Фрезера. «Енсон» і «Дюк оф Йорк» протягом кількох днів прикривали конвой і виконавши завдання повернулися до Ісландії. Наступного місяця «Енсон» перебував у Хваль-фіорді на випадок, якщо німецькі кораблі спробують прорватися в Атлантичний океан. Завершивши чергування, 26 жовтня лінкор повернувся до Скапа-Флоу.
14 грудня корабель знову вийшов у море, щоб взяти участь у супроводженні конвою JW 51B. До сил дальнього прикриття окрім «Енсона» увійшли важкий крейсер «Кумберленд» і три есмінці. 24 грудня вони відплили з Акурейрі й взяли курс в Норвезьке море. У той же день німецький літак виявив конвой, але через погані погодні умови швидко втратив з ним контакт. 27 грудня конвой потрапив у шторм і був розсіяний на декілька груп. Не дивлячись на значні зусилля, британцям не вдалося повністю відновити стрій. Німці, у свою чергу, продовжували пошук JW 51B і 30 грудня їхня субмарина змогла виявити конвой. Проаналізувавши ситуацію, Крігсмаріне вирішили атакувати конвой: наступного дня, у супроводі шести есмінців, в море вийшли важкі крейсери «Адмірал Хіппер» і «Лютцов». У цей час сили дальнього прикриття перебували за 1000 миль на захід і не могли захистити конвой, тому уся важкість бою лягла на кораблі супроводження. Хоча британці програвали противнику у вогневій потужності, але їм вдалося успішно відбити атаку і 3 січня 1943-го JW 51B без втрат прибув у радянські порти.

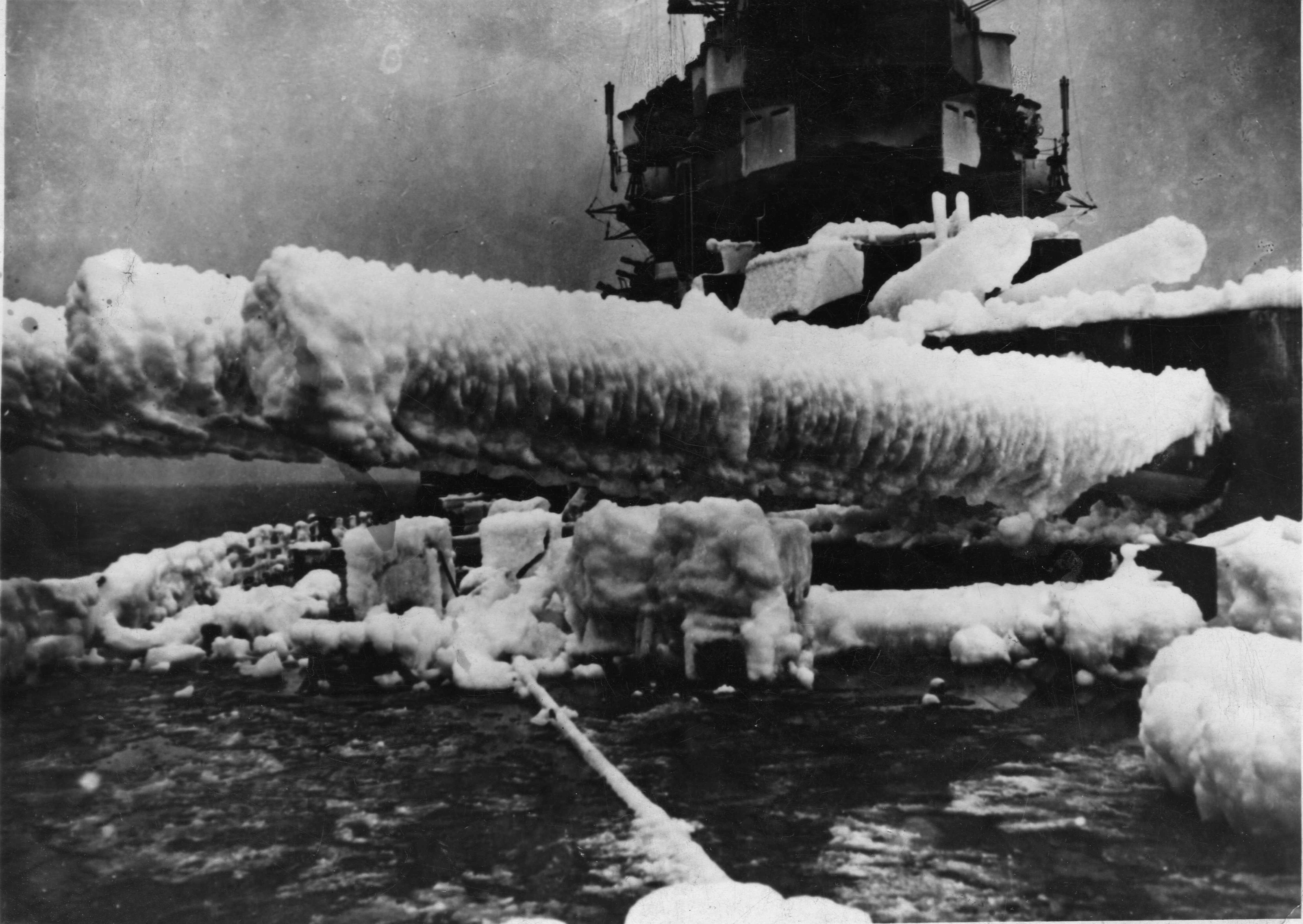
«Енсон» під час одного з арктичних конвоїв

Після цього «Енсон» повернувся у Скапа-Флоу і 21 січня знову вийшов у море, щоб прикрити JW 52 та RA 52. Разом з ним діяли легкий крейсер «Шеффілд» та чотири есмінці. Спочатку вони захищали JW 52, який 17 січня відплив із Ліверпуля. Однак німецький надводний флот навіть не намагався атакувати конвой і через десять днів він без втрат прибув у Радянський Союз. 27 січня сили дальнього прикриття поповнили свої припаси в Акурейрі й згодом повернулися в Норвезьке море. Тепер вони мали захищати RA 52, який повертався до Британії. Протягом кількох днів кораблі Фрезера прикривали конвой, а 4 лютого коли він вже знаходився на значній відстані від Норвегії, ескадра повернулася у Хваль-фіорд.
11 лютого «Енсон» прибув у Скапа-Флоу. Через те, що існувала загроза прориву німецьких рейдерів в Атлантику, лінкор ніс чергування на своїй базі. 10 березня корабель був перекинутий до Ісландії, але вже 22-го повернувся у Скапа-Флоу, де продовжив нести чергування. 12 квітня Брюс Фрезер переніс свій стяг на інший корабель. Тимчасовим командиром 2-лінійної ескадри став капітан лінкора Гарольд Кінаган, який залишив «Енсона» флагманом ескадри.
27 квітня «Енсон», разом з авіаносцем «Ф'юріес» взяв участь у військових навчаннях і після їх завершення відплив до Ісландії. Протягом двох тижнів він ніс чергування у Хваль-фіорді й 17 травня повернувся до Скапа-Флоу. Потім лінкор пройшов ремонт у місті Росайт. Слід відзначити, що одночасно з ремонтом на корабель встановили додаткові зенітні гармати. 29 червня на «Енсоні» підняв свій прапор віце-адмірал Генрі Мур — новий командир 2-ї лінійної ескадри та одночасно перший заступник командира Флоту метрополії.
У цей час союзники готувалися до висадки на Сицилію і значна частина британських кораблів була перекинута на Середземне море. Це призвело до того, що на території Британії залишилися тільки два сучасних лінкори типу «Кінг Джордж V». Враховуючи загрозу від великих кораблів Крігсмаріне, що перебували в Норвегії, британці попросили в США посилити Флот метрополії. Американці погодилися і 19 травня прислали лінкори «Південна Дакота» та «Алабама».
10 липня «Енсон» та «Алабама» відпливли до Ісландії. Вони спочатку взяли участь у військово-морських навчаннях, а 26 липня приєдналися до «З'єднання А». Окрім лінкорів до з'єднання увійшли авіаносець «Іластріес» і 8 есмінців. Разом з основними силами Флоту метрополії кораблі здійснили ряд маневрів біля берегів Норвегії з метою відволікти увагу німців від висадки на Сицилію. Концентрація великої кількості кораблів у Північному морі призвела до різкої активізації розвідувальної авіації противника. Це дало союзникам підстави вважати, що відволікаючий маневр пройшов успішно і 29 липня їхні кораблі повернулися на свої бази.
8 вересня «Енсон» знову вийшов у море. Цього разу вихід був пов'язаний з німецькою атакою на Шпіцберген, яка відбулася днем раніше. В ній брали участь значні сили, включаючи лінкори «Тірпіц» і «Шарнхорст». Через це для їх перехоплення союзники залучили авіаносець «Рейнджер», 2 лінкори («Енсон» та «Дюк оф Йорк»), 3 важких крейсери та 11 есмінців. Однак 9 червня о 18:00 розвідувальні літаки повідомили, що німецькі кораблі уже знаходяться на своїх базах і союзний флот повернувся у Скапа-Флоу.

### Жовтень 1943— 1944
На початку жовтня союзники підготували атаку на норвезький порт Буде. Основного удару мала завдати авіація з «Рейнджера», однак через загрозу зі сторони Крігсмаріне, його супроводжували 14 кораблів, включаючи лінкори «Енсон» та «Дюк оф Йорк». 2 жовтня ескадра вийшла в море і вранці 4-го прибула на ударну позицію. Авіація здійснила два нальоти, під час яких було потоплено чотири торгових судна і ще сім пошкоджено}. Після цього союзники вирушили у Скапа-Флоу, але о 12:55 радар «Рейнджера» засік три німецьких літаки, що наближалися до ескадри. Для їх перехоплення були відправлені винищувачі F4F Wildcat. Вони успішно відбили напад, збивши бомбардувальник Ju 88 і торпедоносець He 115. 6 жовтня кораблі повернулися на свою базу в Скапа-Флоу.
Острови Шпіцберген мали важливе значення для союзників, але вони були віддалені від основних баз і оточені водами, де активно діяли німецькі субмарини. Через це постачанням припасів займалися тільки військові кораблі. Черговий конвой на Шпіцберген був запланований на другу половину жовтня. Окрім доставки припасів, він мав провести ротацію місцевого гарнізону. Для проведення операції були сформовані дві корабельні групи. Одна із них повинна була прибути на Шпіцберген і доставити припаси, а друга мала її прикривати.
До «З'єднання 2», яке здійснювало прикриття, увійшли лінкор «Енсон», авіаносець «Рейнджер», важкий крейсер «Норфолк» та 6 есмінців. 14 жовтня вони відплили зі Скапа-Флоу і 16-го прибули в Акурейрі. Наступного дня конвой взяв курс на Шпіцберген. 18 жовтня кораблі «З'єднання 1» прибули на острови і почали вивантаження припасів, друге з'єднання забезпечувало прикриття, розташувавшись ближче до норвезьких берегів. Під час перебування на Шпіцбергені один з есмінців першого з'єднання був торпедований німецькою субмариною, однак залишився на плаву. Після виконання завдання кораблі повернулися в Ісландію.

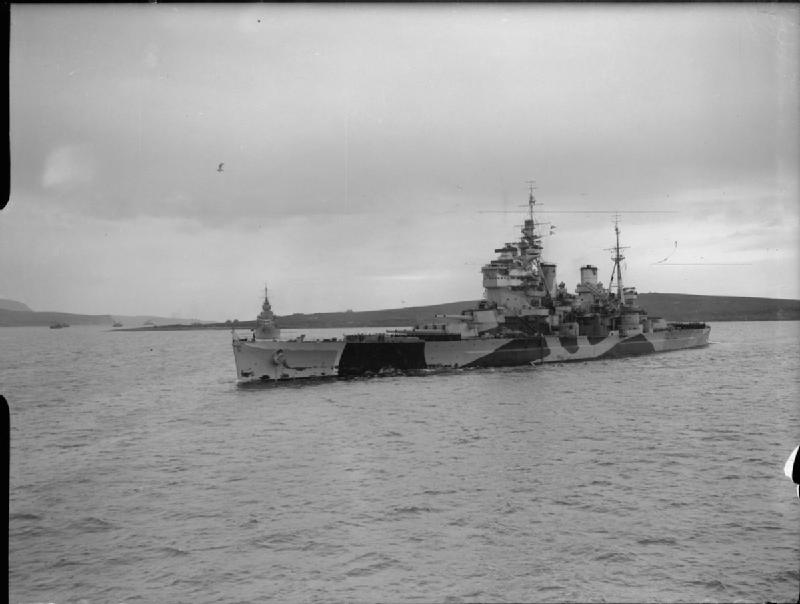
«Енсон» в порту

22 жовтня «Енсон» прибув у Скапа-Флоу, однак через тиждень знову вийшов у море для прикриття RA 54A, який прямував із Радянського Союзу до Великої Британії. До сил дальнього прикриття, окрім «Енсона», увійшли авіаносець «Формідабл», легкий крейсер «Ямайка» та 6 есмінців. 31 жовтня кораблі зайшли в порт Акурейрі, а 2 листопада зайняли позиції в Норвезькому морі, за 300 миль на південний захід від Шпіцбергена. Патрулюючи в цьому районі, вони прикривали конвой він можливого нападу надводних кораблів противника. 8 листопада, коли RA 54A перебував на безпечній відстані від Норвегії, кораблі повернулися у Скапа-Флоу.
Зима вважалася союзниками найкращим періодом для відправлення арктичних конвоїв, тому 16 листопада «Енсон» знову вийшов у море, щоб почергово прикривати три конвої: JW 54A, JW 54B та RA 54B. 18 листопада лінкор прибув в Акурейрі, де до нього приєднався американський крейсер «Таскалуса». Наступного кораблі у супроводі чотирьох есмінців відплили у Норвезьке море і перебували там, доки JW 54A не проплив двадцять третю паралель. Коли конвой успішно пройшов небезпечну зону, вони повернулися в Акурейрі. 28 листопада «Енсон» знову вийшов у море, щоб прикрити JW 54B та RA 54B. Перший із них нараховував 15 суден і прямував до СРСР, а інший складався із 10 суден і повертався до Британії. Разом із лінкором прикриття конвоїв здійснювали легкий крейсер «Белфаст» та чотири есмінці. Наступного дня кораблі потрапили у шторм, у результаті якого один і есмінців отримав пошкодження і був вимушений повернутися в Ісландію. Прибувши у Норвезьке море, ескадра зайняла позиції на південь від Шпіцбергена і стала очікувала, коли конвої пройдуть небезпечну зону. 4 грудня, коли їм більше не загрожував німецький надводний флот, ескадра повернулася у Скапа-Флоу.
Інтенсивна експлуатація в бойових умовах вимагала регулярного ремонту основних вузлів та агрегатів, тому 8 липня «Енсон» прибув у Росайт, де пройшов черговий ремонт і 1 січня 1944-го повернувся у Скапа-Флоу. 11 лютого союзники мали завдати черговий удар по німецькому судноплавству на території Норвегії. Згідно плану, авіація «Ф'юріеса» повинна була атакувати комерційні судна противника в районі півострова Стад. Прикривати авіаносець мали «Енсон», французький лінкор «Рішельє», 2 крейсери та 7 есмінців.
10 лютого кораблі вийшли зі Скапа-Флоу і взяли курс на північний схід. Наступного дня о 9:00 вони прибули на ударну позицію. Для атаки у повітря піднялися 10 торпедоносців «Баракуда» під прикриттям 12 винищувачів Seafire. Однак, у заданому районі вони не знайшли жодної цілі й згодом полетіли до затоки Ервік. Там літаки знайшли тільки одне судно, яке й атакували, добившись чотирьох прямих попадань. Протидія зі сторони німців була досить слабкою, тому британці втратили лише один винищувач.
12 лютого «Енсон» прибув у Скапа-Флоу. Слід відзначити, що потоплення німецького лінкора «Шарнхост» 26 грудня 1943-го різко зменшило загрозу арктичним конвоям, тому наступні півтора місяця корабель не брав участі у бойових діях. Однак на початку квітня у стрій мав повернутися інший німецький лінкор — «Тірпіц». Хоча імовірність його атаки на конвої розцінювалася як невисока, але британці посилити їх захист і підготували нову атаку на «Тірпіц».
30 березня «З'єднання 1» у складі лінкорів «Енсон» і «Дюк оф Йорк», авіаносця «Вікторіес», легкого крейсера «Белфаст» та шести есмінців, відплило зі Скапа-Флоу. Ці кораблі здійснювали дальнє прикриття конвою JW 58. Потім вони мали приєднатися до «З'єднання 2» і спільно завдати удар по «Тірпіцу». Спочатку атака була запланована на 4 квітня, але розвідка повідомила, що вранці 3-го числа лінкор вийде в море для проведення випробувань. Це була відмінна можливість атакувати «Тірпіц» за межами добре захищеної бази. У цей час конвой вже знаходився в Баренцевому морі і йому більше не загрожували надводні сили противника. Враховуючи ці два фактори адмірал Брюс Фрезер вирішив перенести атаку на 3 квітня. Обидві ескадри з'єдналися 2 квітня о 4:30 і спільно вирушили до берегів Норвегії. Наступного дня вони зайняли позиції за 190 км від Ко-фіорда і о 4:15 перші літаки почали підніматися у повітря. Всього в атаці брали участь 40 торпедоносців «Баракуда» під прикриттям такої ж кількості винищувачів Wildcat і Hellcat. Німці не змогли завчасно виявити британський флот, тому атака стала для них абсолютно неочікуваною. Елемент неочікуваності у поєднанні з відмінною підготовкою операції дали хороший результат — «Тірпіц» отримав серйозні пошкодження і був виведений із ладу, а його екіпаж втратив 122 чоловіки убитими та 316 пораненими.
Хоча «Тірпіц» і був виведений із ладу, однак британці хотіли його потопити. Чергова атаку була запланована на 24 квітня. Для її проведення були сформовані дві корабельні групи. «Енсон», разом з авіаносцями «Вікторіес» і «Ф'юріес», важким крейсером «Кент» та сімома есмінцями увійшов до складу «З'єднання 7». 21 квітня вони відплили зі Скапа-Флоу і 23-го прибули в заданий район. Однак погодні умови над Ко-фіордом, де перебував «Тірпіц» були вкрай несприятливими для атаки з повітря. Наступного дня погода не покращилася, тому командир операції Генрі Мур скасував атаку. Замість неї віце-адмірал наказав завдати авіаудар по суднам в гавані Буде. Одночасно з цим літаки мали прочесати територію вздовж узбережжя на південь від міста й атакувати усі німецькі судна, які вони побачать.
26 квітня британські кораблі прибули на ударну позицію. Погода на узбережжі виявилися несприятливою для авіації, тому обидві групи літаків, що піднялися в повітря, атакували конвой, який вони виявили на південь від Буде. Конвой нараховував чотири судна і корабель супроводження. У результаті атаки три судна дістали серйозні пошкодження. Однак британцям цього виявилося замало і вони все ж таки спробували атакувати Буде. Не дивлячись на складні погодні умови, дві «Баракуди» і кілька винищувачів зуміли прорватися в порт і пошкодили одне судно. Хоча Люфваффе на протидіяли нальоту, але через ефективний вогонь зеніток британці втратили чотири літаки. Крім того ще один «Хелкет», розбився під час посадки на авіаносець. Після завершення атаки «Вікторієс», «Кент» і два есмінці від'єдналися для проведення повітряної розвідки в районі Нарвіка, а інші кораблі попливли до Скапа-Флоу.

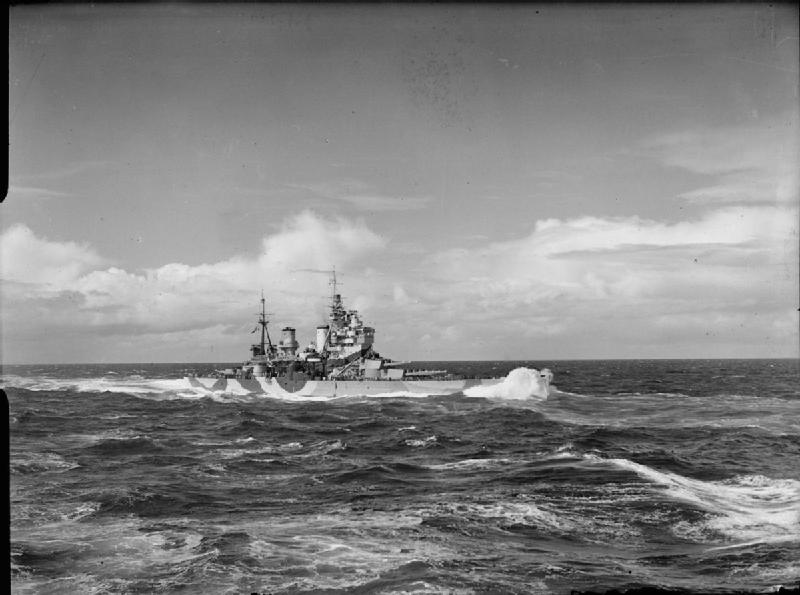
«Енсон» під час плавання з «Дюк оф Йорком»

29 травня була запланована чергова атака на «Тірпіц». Удару мали завдати літаки з авіаносців «Ф'юріес» та «Вікторіес». У той же час «Енсон» і «Дюк оф Йорк» повинні були здійснити відволікаючий маневр. 28 травня в море вийшла авіаносна група, лінкори відплили наступного дня о 15:00. 30 травня «Енсон» зі своєю ескадрою прибув на позицію за 40 миль на схід від Фарерських островів. У цьому районі активно діяла німецька авіація і кораблі були виявлені досить швидко. Таким чином британці хотіли відволікти увагу противника від авіаносної групи. Однак вона була виявлена німецькою субмариною, що у поєднанні з несприятливими погодними умовами в місці перебування «Тірпіца», змусило британський флот відмінити атаку. Замість неї британці вирішили завдати авіаудару по німецьких кораблях у районі міста Олесунн. Атака виявилася успішною — британські літаки потопили два торгових судна та один військовий корабель.
13 червня віце-адмірал Генрі Мур переніс свій прапор на «Дюк оф Йорк», а «Енсон» згодом відплив у Плімут для проходження ремонту та модернізації. У Плімуті корабель готували до участі у бойових діях на Тихому океані, тому на «Енсоні» значно посилили протиповітряну оборону та оновили більшу частину радіоелектронного обладнання. Модернізація і ремонт тривали до березня 1945-го. Після їх завершення корабель пройшов серію випробувань і 2 квітня повернувся у Скапа-Флоу.

### Служба на Тихому океані
25 квітня «Енсон» разом із лінкором «Дюк оф Йорк» і важким крейсером «Сасекс» відпливли на Тихий океан. 30 квітня кораблі прибули у Гібралтар і звідти взяли курс на Мальту. Однак у «Дюк оф Йорка» виникли неполадки в електричній мережі й він був вимушений залишитися на острові для здійснення ремонту, у той час як «Енсон» і «Сасекс» продовжили плавання. У липні лінкор прибув у Сідней, де увійшов до складу 1-ї лінійної ескадри Британського тихоокеанського флоту.
10 серпня командувач тихоокеанського флоту адмірал Брюс Фрезер, отримав повідомлення у якому йшлося, що Японія готова прийняти умови Потсдамської декларації. Він відразу направив в Адміралтейство запит для отримання подальших інструкцій. Однак ще не дочекавшись відповіді, Фрезер почав готувати сили, щоб зайняти Гонконг, Сингапур і Шанхай. Для кожного міста була сформована окрема корабельна група. «Енсон» став флагманом тактичної групи 111.4, яка під командуванням контр-адмірала Чарльза Деніела мала зайняти Сингапур. Окрім лінкора до групи увійшли авіаносець «Венджінс» та чотири есмінці. Утім, проаналізувавши логістичні можливості, командування тихоокеанського флоту відмовилося посилати кораблі до Сингапуру і група 111.4 приєдналася до сил, що мали зайняти Гонконг.
15 серпня британські кораблі вийшли із Сіднея і взяли курс до берегів Китаю. «Енсон» увійшов до складу тактичної групи 111.2, якою командував контр-адмірал Сесіл Харкорт. Також до групи входили авіаносці «Індомітабл», «Венджінс» і «Венерабл», два легкі крейсери, канадське допоміжне судно та 8 есмінців. Для входження в порт Гонконгу потрібно було зробити проходи в поставлених американцями мінних полях. Однак британські та австралійські тральщики виконували завдання в різних районах Тихого океану і не могли швидко прибути до Гонконгу. Крім того кораблі Харкорта запізнювалися з прибуттям. 25 серпня вони зайшли в Бухту Субік, що на філіппінському острові Лусон. 29 серпня британці розпочали переговори з командуванням гонконзького гарнізону, у той же день британська авіація розкидала листівки над містом. Японці показали британцям проходи у мінних полях і 30 серпня британські кораблі почали входити в Гонконг. Першими це зробили крейсери «Свіфтшур» і «Юріалус», допоміжне судно та есмінці. Британці не хотіли ризикувати великими кораблями, тому поки не була усунута мінна загроза, лінкор та авіаносці не заходили в порт.
У Гонконзі британці прийняли капітуляцію японських військ та повернули місто під свій контроль. З екіпажу «Енсона» був утворений підрозділ, який став частиною гарнізону, що контролював Гонконг до прибуття британської армії. 2 вересня лінкор був присутній у Токійській затоці під час капітуляції Японії перед союзниками. Однак згодом він повернувся до Гонконгу і ніс службу, доки 26 грудня не був замінений лінкором «Дюк оф Йорк».

### 1946— 1957
28 червня 1946-го корабель відплив до Британії й 29 липня прибув у Плімут. Відразу після прибуття на лінкорі провели ремонтні роботи та демонтували частину зенітного озброєння. Після їх завершення «Енсон» повернувся у стрій і був включений до складу навчальної ескадри. У липні 1949-го, на фоні розгортання Холодної війни, Велика Британія, Франція та Нідерланди провели масштабні морські навчання в Біскайські затоці. Метою навчань було показати єдність країн перед загрозою зі сторони СРСР. Всього у них взяли участь 60 кораблів, включаючи лінкор «Енсон», 4 авіаносці, 8 крейсерів та 21 есмінець.
У другій половині 1940-х років британський уряд значно зменшив військові видатки, тому для економії коштів військово-морські сили вирішили скоротити чисельність лінійного флоту. Через це у листопаді 1949-го «Енсон» був виведений в резерв, але через погане обслуговування згодом втратив боєздатність. Крім того в середині 1950-х років британський флот дійшов висновку, що лінійні кораблі йому більше не потрібні. Як наслідок 18 травня 1957-го «Енсон» був списаний, а згодом проданий приватній компанії для утилізації. У грудні корабель відбуксирували у Феслайн, де його розібрали на метал.

## Командири корабля
Список капітанів корабля узятий із списку капітанів кораблів британського флоту та сайту www.uboat.net
| № | Звання           | Ім'я та прізвище | Дата призначення | Дата звільнення |
| - | ---------------- | ---------------- | ---------------- | --------------- |
| 1 | Капітан/ комодор | Гарольд Кінаган  | 10 лютого 1942   | 29 липня 1943   |
| 2 | Капітан          | Десмонд Маккарті | 29 липня 1943    | червень 1944    |
| 3 | Капітан          | Александр Маден  | листопад 1944    | листопад 1945   |
| 4 | Капітан          | Фредерік Белл    | листопад 1945    | листопад 1946   |
| 5 | Капітан          | Маркхем Івлі     | листопад 1946    | квітень 1948    |
| 6 | Капітан          | Девід Орр-Юінг   | квітень 1948     | листопад 1949   |

## Флагманська служба
Інформація взята із сайту www.naval-history.net
| № | З'єднання            | Звання, ім'я та прізвище командира | Період                          |
| - | -------------------- | ---------------------------------- | ------------------------------- |
| 1 | 2-ї лінійна ескадра  | Віце-адмірал Брюс Фрезер           | 8 липня — 6 жовтня 1942         |
| 2 | 2-а лінійна ескадра  | Віце-адмірал Брюс Фрезер           | 31 жовтня 1942 — 12 квітня 1943 |
| 3 | 2-а лінійна ескадра  | Комодор Гарольд Кінаган            | 12 квітня — 28 червня 1943      |
| 4 | 2-а лінійна ескадра  | Віце-адмірал Генрі Мур             | 29 червня 1943 — 12 травня 1944 |
| 5 | 2-а лінійна ескадра  | Віце-адмірал Генрі Мур             | 19 травня — 13 червня 1944      |
| 6 | Тактична група 111.4 | Контр-адмірал Чарльз Деніел        | серпень 1945                    |